# Clara Jiménez
Clara Jiménez Fernández (Siviglia, 5 aprile 1965) è un'ex cestista spagnola.

## Carriera
Con la Spagna ha disputato due edizioni dei Campionati europei (1985, 1987).